# لیگ دسته سوم فوتبال ایران ۹۳-۱۳۹۲
لیگ دسته سوم فوتبال ایران ۹۳–۱۳۹۲، چهارمین سطح لیگ‌های فوتبال در ایران در فصل ۹۳–۱۳۹۲ پس از لیگ برتر، لیگ آزادگان و لیگ ۲ بود. این لیگ از شهریور ۱۳۹۲ آغاز شد.
در مجموع ۷۴ تیم (۶۰ تیم در مرحله اول در ۵ گروه مختلف، ۱۴ تیم در مرحله دوم) در رقابت‌های این فصل به رقابت پرداختند.